# Pastviny
Pastviny (en allemand : Weiden) est une commune du district d'Ústí nad Orlicí, dans la région de Pardubice, en République tchèque. Sa population s'élevait à 392 habitants en 2024.

## Géographie
Pastviny se trouve à 8 km à l'est du centre de Žamberk, à 19 km au nord-est d'Ústí nad Orlicí, à 57 km à l'est de Pardubice et à 153 km à l'est de Prague.
La commune est limitée par Klášterec nad Orlicí au nord, par České Petrovice et Mladkov à l'est, par Studené et Nekoř au sud, et par Líšnice à l'ouest.

## Histoire
La première mention écrite de la localité date de 1543.
Entre 1933 et 1936, un barrage est construit sur la rivière Divoká Orlice, créant le réservoir de Pastviny (en tchèque : Vodní nádrž Pastviny) d'une superficie de 110,3 ha. Sa centrale électrique produit 890 000 kWh par an.

## Galerie

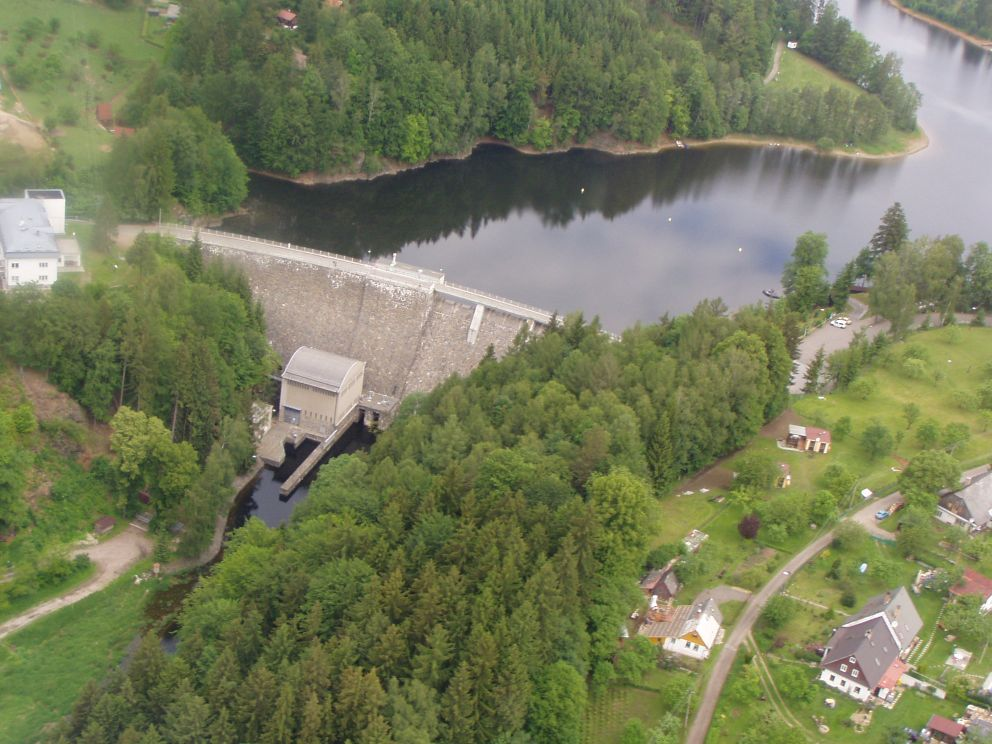
Le barrage de Pastviny
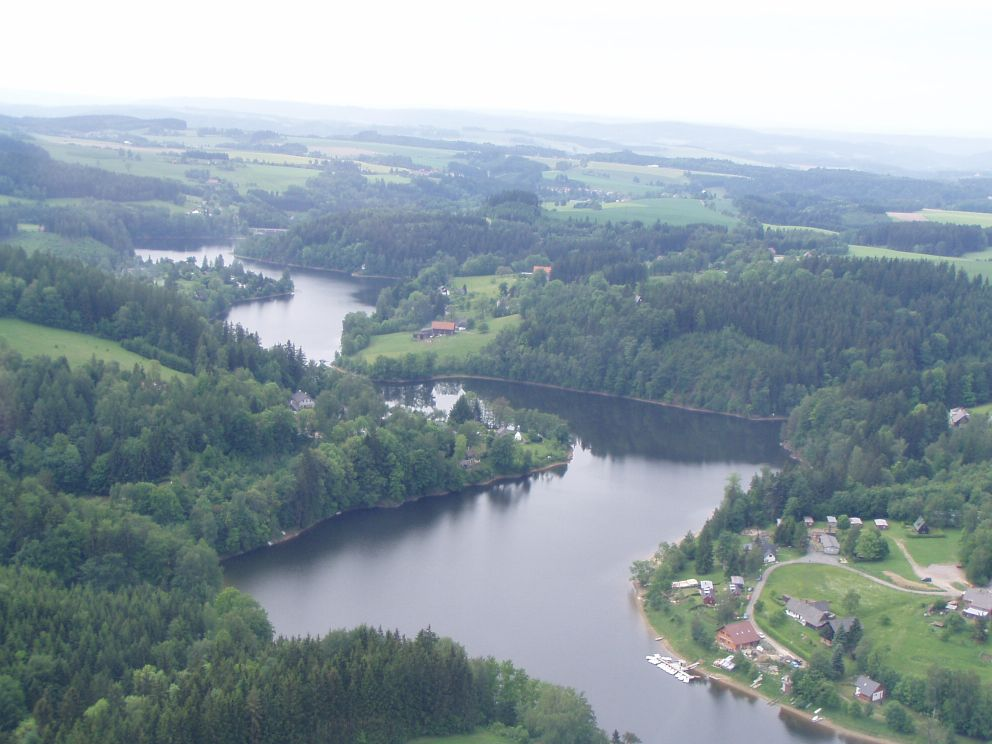
Le réservoir de Pastviny.

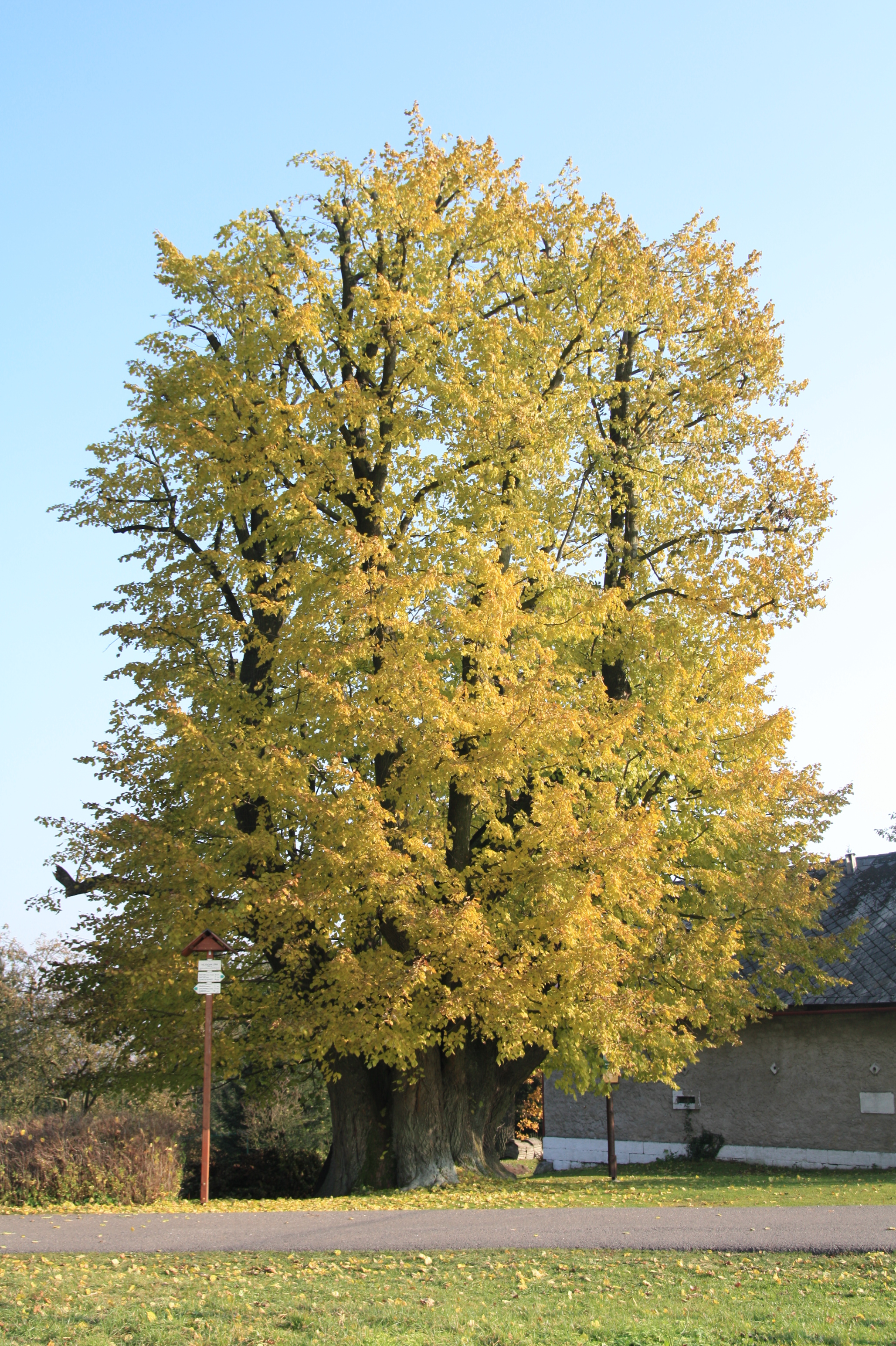
Tilleul de Vejda.
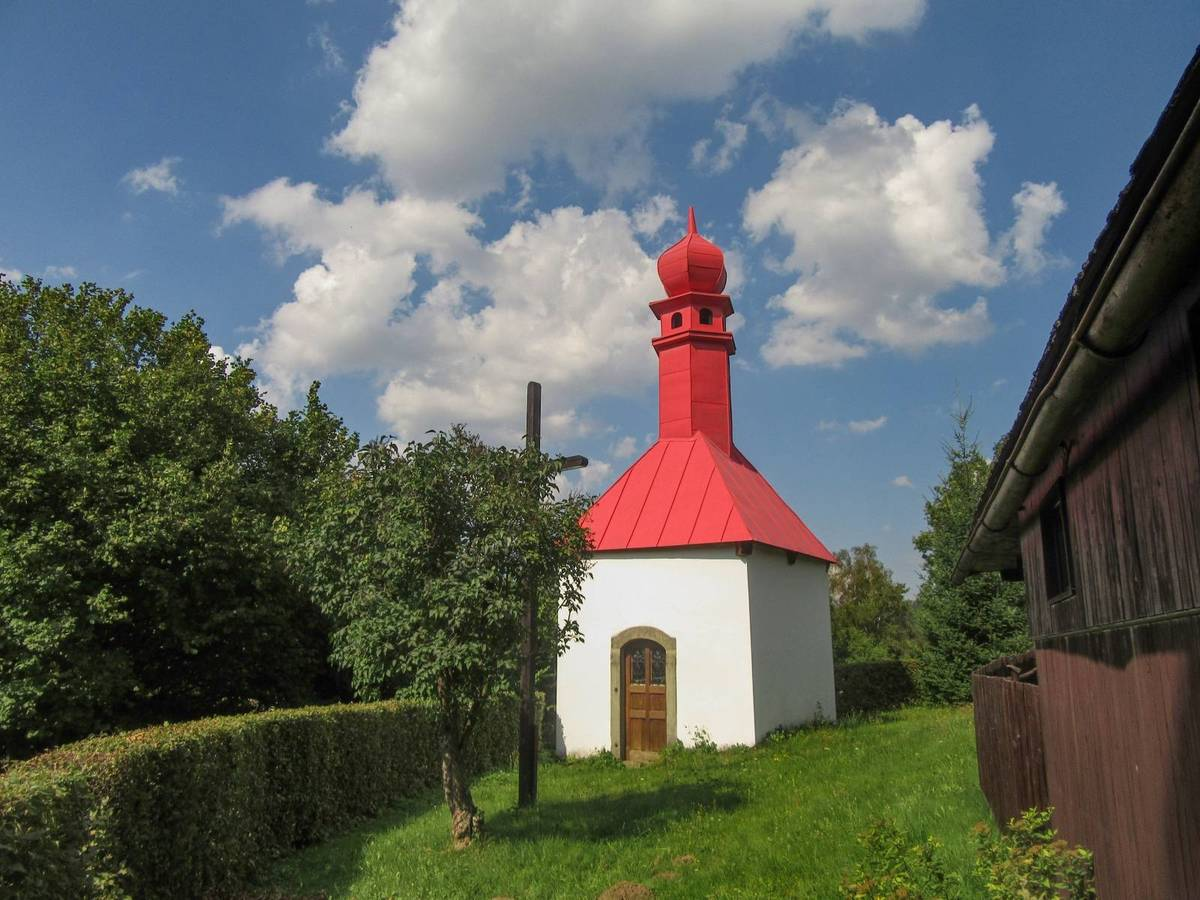
Chapelle de la Vierge Marie.

## Transports
Par la route, Pastviny trouve à 8,7 km de Žamberk, à 23 km d'Ústí nad Orlicí, à 70 km de Pardubice et à 181 km de Prague. 